# QW Возничего
QW Возничего (лат. QW Aurigae) — одиночная переменная звезда в созвездии Возничего на расстоянии (вычисленном из значения параллакса) приблизительно 2452 световых лет (около 752 парсеков) от Солнца. Видимая звёздная величина звезды — от +13,1m до +11,9m.

## Характеристики
QW Возничего — красный гигант, пульсирующая полуправильная переменная звезда типа SRA (SRA) спектрального класса M8. Радиус — около 59,33 солнечных, светимость — около 387,058 солнечных. Эффективная температура — около 3324 K.